# Venatrix magkasalubonga
Venatrix magkasalubonga är en spindelart som först beskrevs av Alberto Barrion och James A. Litsinger 1995.  Venatrix magkasalubonga ingår i släktet Venatrix och familjen vargspindlar.
Artens utbredningsområde är Filippinerna. Inga underarter finns listade i Catalogue of Life.